# St Helens
St Helens – miasto w północno-zachodniej Anglii (Wielka Brytania), w hrabstwie Merseyside, w dystrykcie metropolitalnym St Helens. W 2021 roku miasto liczyło 107 680 mieszkańców. Przemysł spożywczy, odzieżowy, huta szkła Pilkington, dawny ośrodek wydobycia węgla kamiennego. Siedziba klubu rugby St Helens RLFC, zwanych "Saints".